# B and E
B and E est une census-designated place située dans le comté de Starr, dans l’État du Texas, aux États-Unis. Sa population s’élevait à 518 habitants lors du recensement de 2010. Il s’agit d’une census-designated place qui n’existait pas lors du recensement de 2000, ella a été créée à partir de La Puerta.

## Source
- (en) Cet article est partiellement ou en totalité issu de l’article de Wikipédia en anglais intitulé « B and E, Texas » (voir la liste des auteurs).